# تشيم كورجون
تشيم كورجون قرية في مقاطعة كيمين من إقليم تشوي في قيرغيزستان. بلغ عدد سكانها حوالي 3،177 نسمة في عام 2009.